# La Roca de la Sierra
La Roca de la Sierra es un municipio y localidad española, pertenecientes a la provincia de Badajoz (comunidad autónoma de Extremadura).

## Historia
Sería en el año 1625 cuando la conocida como Villa o Puebla de Manzanete fuera adquirida por D. Juan Antonio de Vera y Figueroa Ávila y Zúñiga, el cual, a partir de 1.628, promovería la concesión, a través de Cédula Real de Felipe IV, del cambio en la nomenclatura de la localidad, que pasaría a denominarse La Roca de la Sierra, en reflejo del título nobiliario obtenido por el que fuera su legítimo dueño y I Conde de la Roca, levantando la familia casa nobiliaria en la calle Portugalejo, actualmente dedicada a Fray Alonso de Manzanete, principal vía del enclave y camino de unión entre Mérida y el país vecino, centrada su portada por blasón pétreo flanqueado por lambrequines y toscas figuras en relieve de torso desnudo, en uno de los más destacados ejemplos de heráldica rural extremeña y claro testimonio de la amplia enajenación de comarcas, señoríos y términos municipales que desde la Reconquista y durante la Edad Moderna se dio en España.
Casa y escudo de los Condes de la Roca, en La Roca de la Sierra .En la calle Fray Alonso de Manzanete, e conserva el escudo de su linaje, uno de los más hermosos de los que se conservan en la región.
En 1625, junto a  la villa de Manzanete (hoy La Roca de La sierra), el Conde de la Roca, compra también la aldea de Alguijuela (hoy Torremayor), situada en las inmediaciones de Montijo.
A la caída del antiguo régimen la localidad se constituye en municipio constitucional en la región de Extremadura. Hasta la reforma de la nomenclatura municipal de 1916 el municipio se llamaba simplemente La Roca. En dicha fecha su nombre fue modificado por el de La Roca de la Sierra.

## Situación
Se enclava entre Puebla de Obando, Villar del Rey y Badajoz, que se encuentra 38 kilómetros por la carretera N-523, ocupando una hondonada en un dominio de sierras. Pertenece a la comarca de Tierra de Mérida - Vegas Bajas y al Partido judicial de Montijo.
La localidad extiende su caserío en un llano rodeado de sierrillas de escasa altitud que marcan la transición entre la sierra de San Pedro y las vegas del río Guadiana.

## Medio físico y natural
El núcleo está situado en una llanura entre sierras. El término es accidentado al enclavarse en el corazón de la sierra de San Pedro; aunque se encuentre en una zona de transición a las vegas del Guadiana. Destacan las sierras de Dueñas, Milano, Aguda y Aliso y el cerro de Sierrilla. Entre los cursos de agua destacan el arroyo Rivera de Troya y Lorianilla.
El clima es de tipo mediterráneo. La sierra condiciona su clima al aumentar las precipitaciones. La temperatura media anual ronda los 16 °C. Los inviernos suelen ser suaves con una temperatura media superior a 8 °C, alcanzando las mínimas absolutas valores de -3 °C. El verano es seco y caluroso con una temperatura media estacional cercana a los 25 °C y unas máximas absolutas que alcanzan los 40 °C. La precipitación media anual está próxima a los 600 mm. La estación más lluviosa es el invierno y la más seca el verano.
La formación vegetal autóctona es del tipo durilignosa con un bosque esclerófilo mediterráneo representado principalmente por el alcornoque y en menor medida, por la encina, junto a otras especies que componen el matorral como la jara, aulaga, cantueso, etc.

## Historia

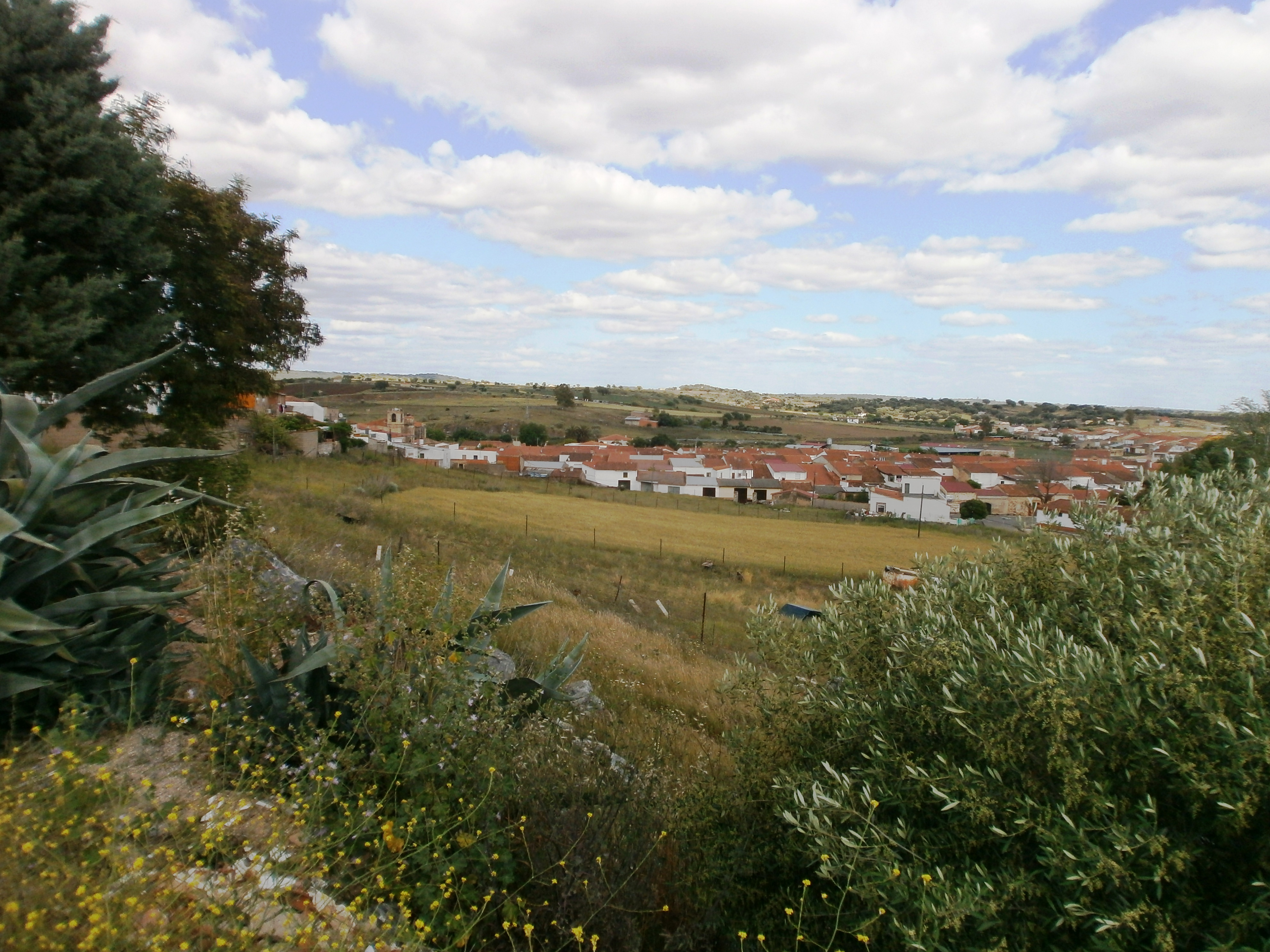
La Roca de la Sierra

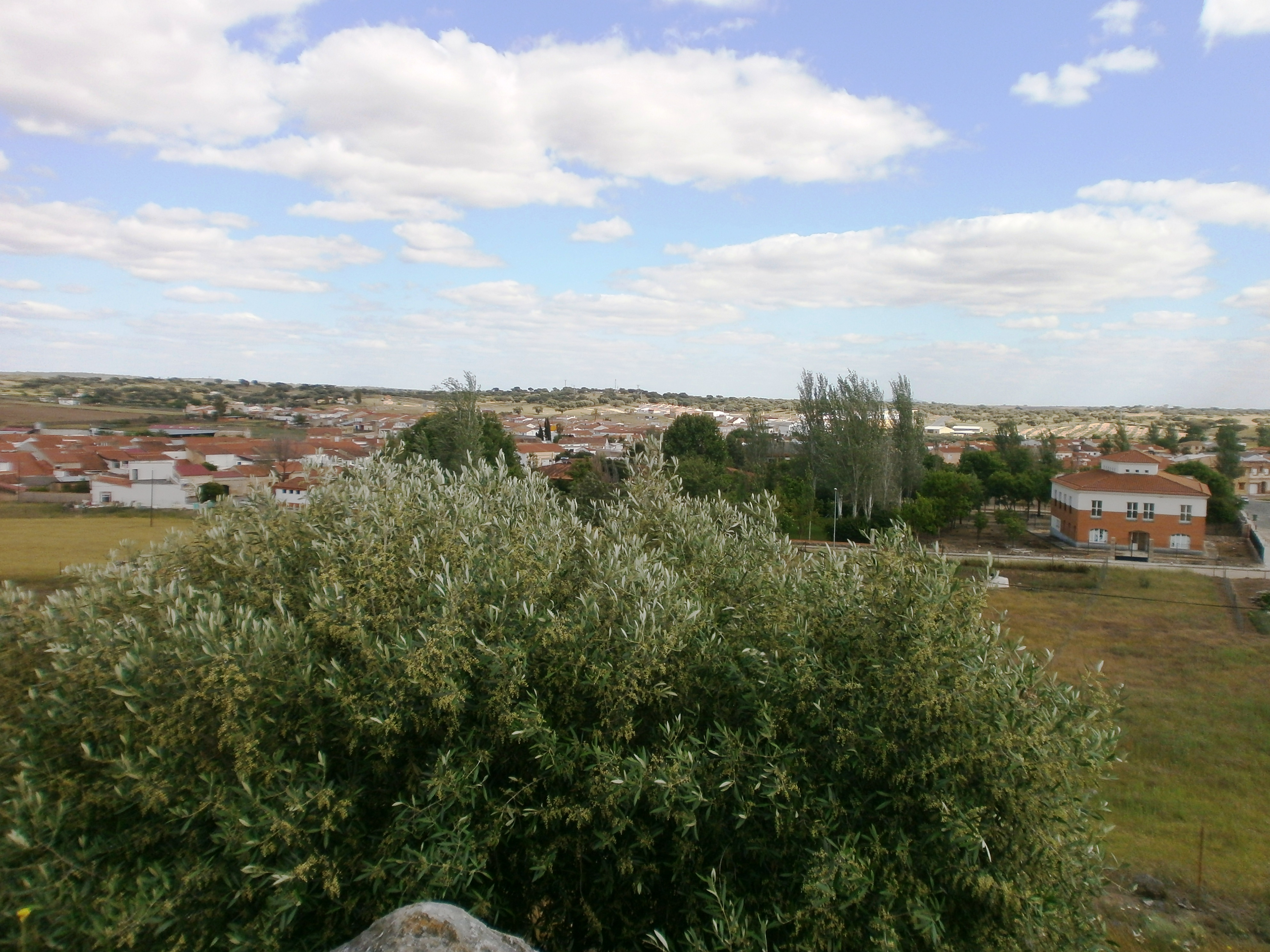
La Roca de la Sierra

Hay restos de asentamientos prehistóricos, representados por dólmenes en la finca de propiedad privada, llamada de la Muela, de los que solamente quedan de forma visible, las Cuevas del Monje y del Moro.
- Cueva del Monje: se trata de un dolmen con corredor incipiente. La galería es apreciable en una longitud de tres metros. Las piedras que la forman tienen una altura de dos metros. El nombre que recibe esta cueva viene dado por la tradición en la que se cuenta que vivió allí un monje ermitaño; los viejos del pueblo dicen que existe una galería subterránea entre la cueva y el convento de Loriana que aprovecharían los monjes para escapar en caso de peligro. La cueva del Monje también llamada Cueva de la Moneda, por creerse que allí hubo enterrado un tesoro, hizo que los lugareños, con rústicos utensilios, intentaran infructuosamente buscar dicho tesoro y sí destruir esta joya prehistórica.
- Cueva del Moro: existen otros dólmenes pero conservados peor que el anterior, casi todos ellos destruidos por hacer uso de la piedra ya labrada como elemento constructivo. Este es el caso de la cueva del Moro, que subsiste en toda su planta salvo la falsa cúpula.
- Otro resto de asentamiento humano es la Citanía, que se encuentra en la zona de dólmenes; el arqueólogo que la investigó no dejó claro el lugar exacto donde se encuentra pero se cree que se refiere al llamado Mirador de Muela (aunque de este tema solo existen conjeturas). Desde este mirador se ve la interpretación del hombre en la piedra. La Citanía responde perfectamente a un castro o fortaleza natural, aprovechado para su conveniencia más segura. Tiene fácil acceso desde la Cueva del Monje y está cortada a pico en la transición a la llanura. Hay restos arqueológicos.
- En la Finca de la Pizarrilla existen restos de un poblado con multitud de signos, incluso de escrituras anteriores a las inscripciones célticas.
- Todas estas construcciones forman parte de un apéndice meridional de la gran concentración dolménica de Valencia de Alcántara (Cáceres).

### Origen del asentamiento actual
El pueblo actual tiene un evidente origen medieval sin que pueda datarse este de manera fehaciente. Se cree que el pueblo surgió en el siglo XIII durante la Reconquista llevada a cabo por Alfonso IX de León. Tenían problemas de sustento en los traslados entre Cáceres y Badajoz (por las grandes extensiones de tierra de las llanuras extremeñas); aprovechando la fertilidad de estas tierras, es lógico pensar que instalaran un asentamiento fijo. Este sería el origen, sin duda, de lo que llegaría a ser la Villa de Manzanete y posteriormente La Roca de la Sierra (aunque no hay documentación sobre el tema).
Se supone el primer asentamiento junto a la rivera de Troya, a esta zona actualmente se la denomina de «Los Castillos». En los siglos XIII y XIV, es posible que para los servicios religiosos de la población asentada y floreciente se contase con una pequeña capilla que subsiste hoy en día. Se trata de una nave con cúpula y hace funciones de capilla del campo santo. Ya en el siglo XIV se datan las obras de la construcción de la iglesia, vigoroso templo de hermosa factura. También existe el puente medieval sobre la rivera de Troya que aún hoy presta servicio al pueblo. Estas dos obras de importancia y elevado coste indican la prosperidad de la que pudieron beneficiarse en aquella época sus habitantes.

### Loriana
Loriana fue una antigua población, desaparecida en el siglo XVII, que se situaba entre La Roca de la Sierra y La Nava de Santiago, en un paraje agreste y bravío, rodeado de encinas y jarales, ocupando un valle de singular belleza sobre el arroyo Lorianilla. En ese mismo ámbito se encuentran numerosos dólmenes, como el de Lácara, la Moneda, la Cueva del Moro, la Cueva del Monje, etc., así como abundantes restos prehistóricos y romanos. Estos últimos restos se relacionan con la industria del vidrio, que da nombre a la sierra cercana.
A este lugar se trasladó en 1551 el convento franciscano antes situado en La Roca de la Sierra. La nueva fundación fue realizada por fray Alonso de Manzanete, sobre una vieja ermita dedicada a San Isidro existente ya en ese punto. Poco después se celebraron en este centro las definiciones en que resultó elegido Provincial de la Orden, San Pedro de Alcántara.

### Monasterio de San Isidro de Loriana
El Monasterio de San Isidro de Loriana responde formalmente a las características de sobriedad y sencillez propias de las fundaciones franciscanas. Se articula en torno a un reducido y recoleto claustro central de doble arcada en altura, con un pozo en el centro. A él se anejan las dependencias del convento y la iglesia. En el exterior destaca la mole de un sólido cuerpo cuadrangular con aspecto de torreón militar que se sitúa en uno de los ángulos, y los estribos adyacentes, cuya secuencia conforma un conjunto de acusado interés plástico.
Aunque maltrecho y en creciente estado de deterioro, y últimamente dedicado a fines que desdicen de la nobleza de su carácter, el viejo convento conserva todavía su estructura principal, constituyendo un testimonio de inestimable interés. Este estado lo han llevado a aparecer en la Lista roja de Patrimonio español en peligro.
Es amplio y hermoso aunque el trato cruel del tiempo y de los propietarios de la finca (debido a la desamortización) han ocasionado un informe amontonamiento de ruinas. El convento subsiste en gran parte, si bien la vista resulta obstaculizada por servir de establo. La iglesia existe en su totalidad salvo la bóveda y también resiste al paso del tiempo el patio y las celdas que indican la austeridad de estos religiosos franciscanos. El conjunto no es de una arquitectura espectacular, pues sus fundadores precisamente buscaban lo contrario, pero tiene la placidez de los modos sencillos; enmarcada en un hermoso paisaje agreste (cercano a la sierra de San Pedro y muy próximo al nacimiento del río Loriana). Es muy curioso constatar como este convento es similar en todo, podría llamarse gemelo, del convento del Palancar que se construyó sobre el conventito que sirvió de morada a San Pedro de Alcántara.
Se mantuvo el convento de Loriana hasta aproximadamente 1835 (desamortización de Mendizábal); pero ya se encontraba vacío. Una de las historias sobre la desaparición de los monjes del convento, por tradición popular mantenida, es la que por la ingestión de hongos venenosos, comunes del lugar (amanita faloides, oronja verde) por error los ingirieron, por su parecido a otros de gusto agradable y no venenosos de la misma familia, también abundantes en la zona.
En la fachada existían numerosísimos impactos de balas que una tradición identifica como ataques de la invasión francesa de principios del siglo XIX; la insistencia de la tradición proporciona un dato que debe tenerse como histórico si se armonizan con otros datos conocidos en la Roca de la Sierra, en épocas de la dominación francesa. La Roca de la Sierra fue muy castigada por esta invasión, por la situación estratégica, ya que seguía conservando cierta importancia como cruce de caminos. La población ante el invasor y en los momentos más críticos procuraban refugiarse en el campo y no tenía nada de extrañar, que el convento de Loriana sirviera de refugio a gran parte de la población, de ahí que fuera atacado un indefenso convento en medio del campo. La Roca de la Sierra fue expoliada por los franceses, sustrajeron los cuadros del Altar Mayor, obras del Divino Morales; destruyeron gran parte del archivo y mataron a su alcalde ordinario Andrés Domínguez Requena, en 1810, según consta en el archivo parroquial. En este archivo se describe la muerte con motivo de una batalla en el lugar de Machacona. Otras tradiciones, hablan de zona de pruebas de tiro de cazadores noveles.

### Época de los Austrias
De la época de los Austrias es muy interesante hacer constar que el Concejo (de la entonces Villa de Manzanete), tuvo un largo pleito con la corona, cuyo titular era Felipe II por la propiedad de la dehesa boyal, dando los tribunales la razón al Concejo. Desde entonces el pueblo mantiene esta hermosa finca como bien de propio, salvándose de la desamortización de Mendizábal.

## Demografía
La Roca de la Sierra cuenta con una población de 1453 habitantes (INE 2024).
| Gráfica de evolución demográfica de La Roca de la Sierra entre 1842 y 2021 |
| |
| Población de derecho según los censos de población del INE. Población de hecho según los censos de población del INE.En estos censos se denominaba La Roca: 1842, 1857, 1860, 1877, 1887, 1897, 1900 y 1910. |

Desde 1834 había quedado integrado en el Partido judicial de Badajoz. En el censo de 1842 contaba con 144 hogares y 430 vecinos.
La población de La Roca de la Sierra ha mantenido un fuerte crecimiento hasta mediados del siglo XX que es cuando alcanza su techo demográfico. A partir de 1950 la emigración azotó al municipio llevándolo a perder, hasta 1986, casi la mitad de los efectivos demográficos con los que contaba. Este municipio, que se encuentra bajo una atracción fuerte de las ciudades de Badajoz y Mérida, pese a que tuvo en el quinquenio 1981-1985 una alta natalidad (16,1 por 1000) y una baja mortalidad (10,5 por 1000) acusó un saldo migratorio negativo para el quinquenio del 33,1 por 1000.

## Arquitectura
En esta población se conserva una arquitectura caracterizada por la presencia de casas blanqueadas de dos pisos con diversos adintelados en sus fachadas, cuenta con calles amplias y plazas regulares. Hay algunas casas interesantes, por conservar el escudo nobiliario en sus fachadas en la calle Justo Castillo. Entre todas las realizaciones, la construcción más singular es su iglesia parroquial, noble edificación a finales de siglo XV que conserva una interesante fachada a los pies. Domina en la construcción la mampostería, interviniendo la sillería en los contrafuertes, esquinas y otras partes del edificio. Muy relevantes son sus fachadas góticas, siendo la de los pies de mayores proporciones y con una ventana germinada en la parte superior. En su interior es una amplia estancia de solo una nave y presbiterio ochavado, cerrándose todos los espacios con bóveda de crucería estrellada.

## Patrimonio cultural
Urbanísticamente el núcleo se organiza en planta sobre el antiguo itinerario de Mérida a Portugal, sobre el que se consolidó su calle principal, que por tal motivo ostentaba el nombre de Portugalejo (pasando a denominarse Fray Alonso de Manzanete). Por el pueblo discurre la Ribera de la Troya, del que un ramal llamado Arroyo Cagancha, circula entre el caserío. Para superarlo existía un puentecillo denominado Viejo, este puente de piedra, similar al actual sobre la ribera de Troya, fue demolido al canalizar y tapar el arroyo Cagancha. Los ámbitos aledaños son conocidos como Castillo Grande y Castillo Chico, lo que denota la existencia en ese lugar, en otro tiempo, de una fortificación.

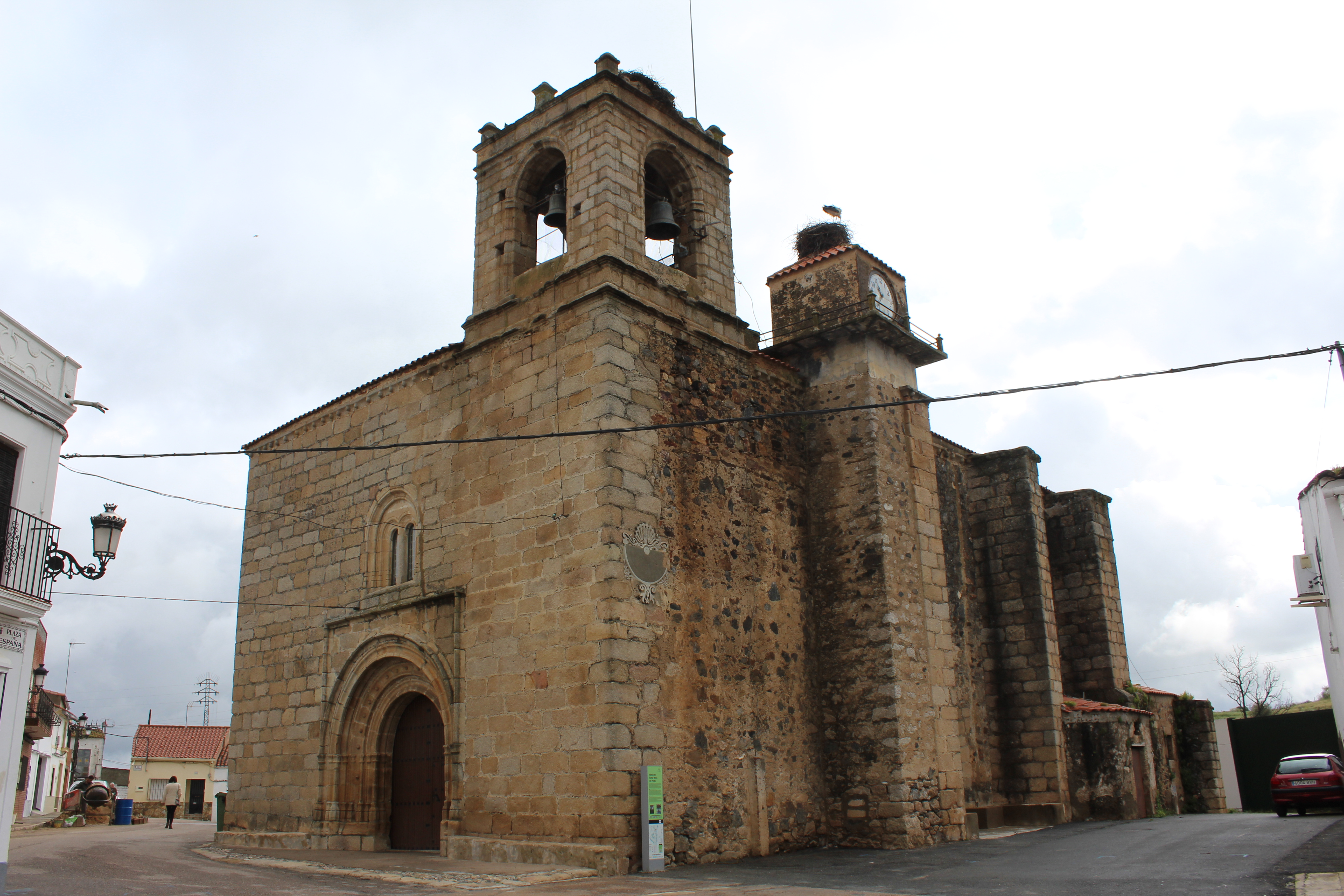
Iglesia parroquial, en 2016

En el aspecto monumental las realizaciones más señaladas son la iglesia parroquial y el puente medieval.
- Iglesia Parroquial de Nuestra Señora del Prado,[6] se trata de una recia construcción de sillería, originaria del siglo XV, con portadas góticas y somera torre renacentista. En el interior llama la atención la bóveda de crucería estrellada, reconstruida a finales del siglo XVIII, tras su desplome como consecuencia del terremoto de Lisboa de 1755. La iglesia contó con un retablo de Luis de Morales, perdido durante la Guerra de la Independencia Española.

- Puente, obra de origen medieval de estilo románico, se sitúa, en el extremo contrario a la parroquia, sobre el antiguo camino de Badajoz a Cáceres; esto es, en posición transversal respecto al crecimiento posterior del pueblo, lo que le confiere una situación actual extraña en el conjunto del caserío. Cuenta con tres arcos de piedra y cuerpo de sillería, ofreciendo una de las panorámicas más atractivas de la localidad.

- Antiguo Ayuntamiento, ya demolido, ocupaba el antiguo convento franciscano trasladado en el siglo XVI al sitio de Loriana. El edificio era una modesta realización de mampostería encalada, en el que aparecen el blasón de los Vera (familia local) y un escudo de la Inquisición Española. No lejos, sobre la casa de los titulares de la Villa, Condes de la Roca, situada en la calle Fray Alonso de Manzanete, luce el de su linaje. La pieza, de labrado fino y rico ornamento de lambrequines, está flanqueada por dos figuras femeninas.

## Actividad económica
La tasa de actividad en 1986 tenía un valor del 33,2%. En la distribución por sectores se apreciaba un predominio absoluto del agrario que acogía al 73,5% de la población activa, seguido de lejos por el de servicios (15,6%), la construcción (8,2%) y la industria (2,7%). La vocación de los suelos, desde el punto de vista agrario, es de tipo ganadero, ya que el pastizal ocupa casi el 40,4% del término municipal. La superficie labrada representa una importante parte (48,9%) pero la mayoría es de tipo dehesa boyal; destacando entre los cultivos los herbáceos (89%) y el olivar. Del total de las unidades ganaderas destaca el bovino (753), propio de las dehesas; seguido del ovino (512), porcino (86) y caprino (39).

## Gastronomía
Además de otras preparaciones típicas del Partido Judicial, quizá los platos más representativos de La Roca son: las sopas de poleo y de buche, el gazpacho, la caldereta de cordero, el cocido extremeño, las migas, la chanfaina y las papas de harina.

## Fiestas
- San Isidro Labrador, se celebra el 15 de mayo con gran romería en la dehesa boyal.
- Fiesta patronal: se celebra el 24 de junio, día de San Juan Bautista.